# 放射線性骨壊死

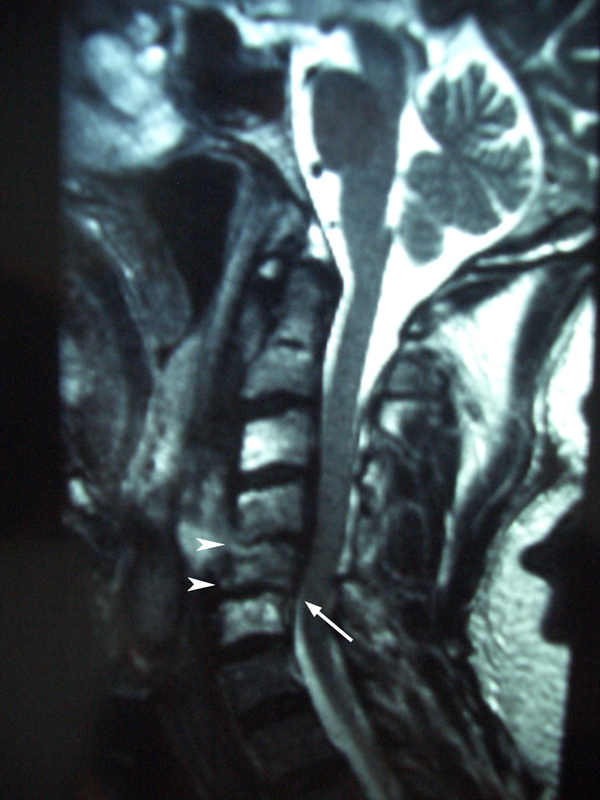
喉頭癌の放射線療法後の頸椎の放射線性骨壊死を示すMRI。

放射線性骨壊死（ほうしゃせんせいこつえし、英: Osteoradionecrosis, ORN）は、癌への放射線療法において放射を受けた骨が壊死・露出をきたす深刻な合併症である。多くは頭頸部がんの治療によって口腔で生じ、放射後5年以上にわたって発症の可能性がある。典型的な所見・症状としては、痛み、咀嚼困難、開口障害、口から皮膚への瘻孔、および難治性潰瘍が知られる。
放射線性骨壊死の病態生理は非常に複雑であり、放射線治療によるDNA損傷・細胞死のため骨組織の劇的な変化を伴う。腫瘍細胞を標的とする照射は正常細胞にも影響を与え、骨組織の壊死をもたらしうる。放射線療法の進歩によって骨壊死の発生率は低下し、現在ではおよそ2％とされる。危険因子として腫瘍の大きさ・部位、喫煙歴、糖尿病、歯科疾患が知られている。
予防および治療は困難である。現在の予防法は、過剰な被曝を避け衛生状態を保つことを目的としている。治療法は、提供者と重症度に応じて異なり、抗生物質による薬物治療、高気圧酸素療法（HBO）、外科的創面切除または再建と多岐にわたる。

## 臨床所見
特徴的な臨床所見に乏しい。難治性の骨露出として見つかることもあり、これに先駆けて非特異的な所見を示すこともある。症状は程度に応じて異なる。口・顎のしびれや知覚異常が初期の指標となりうる。その他の所見・症状は以下の通り。
- 痛み
- 腫れ
- 口腔内の難治性の痛み・潰瘍
- 開口障害
- 顎から皮膚にかけての口腔外への瘻孔
- 歯肉・歯の感染症
- 口腔外と副鼻腔の接続
- リンパ節腫脹
- 不正咬合
- 顎骨折
- 腐骨 （多くは下顎の下部）

症状が明らかな場合、可能な限り直ちに担当の医師・医療チームに報告する必要がある。

## 疫学と病因

### 疫学
放射線性骨壊死の疫学は推定困難とされる。以前の研究では発生率4.74〜37.5％と報告されているが、最近の報告では2％と推定されており、これは放射線療法の改善によると考えられている。

### 病態生理
放射線療法は、主にDNA損傷を引き起こし細胞死を誘導することで癌を破壊する。癌の腫瘍細胞では、正常で健康な細胞が放射線による損傷から回復することを可能にするDNA修復機構の変異が高頻度で生じているため、放射線による損傷を受けやすくなっている。しかし、照射が過剰であれば正常細胞でもDNA損傷が生じ、組織変化や壊死をきたしうる。
放射線性骨壊死が1922年にRegaudによって最初に報告されて以来、科学者は正確な機序を調査し治療法の確立を支援してきた。何年にもわたっていくつかの競合する理論が出現し、その結果承認されている治療法が変更された。
当初、放射線性骨壊死は放射線照射・外傷・感染が組み合わさって生じるとされていた。この考えによれば、放射線による損傷は骨を弱くし、外傷による微小骨折の影響を大きくし、細菌の侵入を可能とする 。この理論によって放射線性骨壊死は骨髄炎の延長として位置づけられ、主に抗生物質による治療がなされた。
1983年になると、著名な口腔外科医・顎顔面外科医であるRobert E. Marxが外傷と感染を要件とする主張に反論した。Marxによれば、放射線性骨壊死は放射線による累積的な組織損傷の結果であり、細胞代謝・恒常性が障害されることで細胞死・低細胞化が生じる。さらに放射線は血管内皮細胞の損傷を引き起こし、血管の乏しい、ひいては低血流かつ低酸素の状態を作り出す。下顎骨が主に下歯槽動脈に栄養されるのに対し、上顎骨はさまざまな動脈によって栄養され血液供給が豊かであるが、これは下顎骨が上顎骨よりも影響を受けやすいことに合致する。つまるところMarxは、放射線性骨壊死は本質的には低細胞（hypocellular）・低血流（hypovascular）・低酸素（hypoxic）の組織であり、慢性の難治性外傷のように振る舞うと考えた（hypoxic-hypocellular-hypovascular theory）。
高気圧酸素療法（HBO）が放射線性骨壊死を予防することを示すMarxらによる最初の報告もこの理論を支持した。しかしその後の研究ではHBOの有効性について疑問が生じ始め、Marxの理論が治療の決定にあたって十分包括的かどうかが疑問視され始めた。
現在の理解は主に放射線誘発性線維症（Radiation-Induced Fibroatrophy）的な過程を提案したDelanianとLefaixの研究に基づいている（fibroatrophic theory）。実験技術の進歩とともに骨壊死標本についてより詳細な研究を行えるようになったが、標本の分析により、放射線性骨壊死をきたしている組織が1）前線維化期、2）構成的組織化期、3）後期線維萎縮期の3段階を経ていると知られた。
前線維化期では、放射線による内皮細胞の損傷のため血管が破壊され、 TNF-α・FGF-β・TGF-β1などの炎症性サイトカインを介して炎症細胞と線維芽細胞がリクルートされる。さらに骨内の骨芽細胞が損傷・破壊され、正常な骨組織の産生が減少する。
構成的組織化期では、線維芽細胞は残存し、上記のサイトカインによって筋線維芽細胞に変換され、骨内で線維性の細胞外マトリックス（ECM）になり始める。筋線維芽細胞による細胞外マトリックス産生増加は、骨芽細胞による類骨の産生減少と相まって骨組織の脆弱化をもたらす。
最後に、後期線維萎縮期では筋線維芽細胞が死に始め、弱い線維性組織が残るため骨は低細胞性となる。これらの組織は脆く、外傷・感染による損傷を生じやすく、前線維化期に血管が減少しているため修復能力・防御能力をほとんど失ってしまう。病態生理をこのように捉えると、現在の治療法は炎症性サイトカインの減少・DNAのフリーラジカル損傷の減少を目的としていることになる。

### 危険因子
- 腫瘍の大きさ・位置：放射線性骨壊死の発症リスクは、腫瘍が大きいほど増加する。これは、腫瘍の治癒により高線量の放射線が要求され、ひいては近傍の組織が高線量に曝されるためである[7]。放射線療法はより照射領域を絞った正確なものとなっている、下顎骨（例：口腔）や上顎骨（例：鼻咽頭）の近くに腫瘍がある患者では骨が照射領域に入る可能性が高く、より発症しやすい[8]。
- 放射線の線量と照射：一般的には放射線量が多い場合、特に線量が65 Gyを超える場合に発症しやすくなる[21]。放射線量を最小限に抑え、骨への過剰な放射を避けることで骨壊死を減らすことができるが、異なる照射法（従来の放射線療法、強度変調放射線治療（IMRT）、近接照射療法など）によるリスク低減効果はほとんど示されていない[22]。
- 喫煙：タバコは発症リスクを大幅に増加させる[2]。これはニコチンの血管収縮作用に由来し、放射線による内皮の損傷と相まって組織の低灌流化を助長する[9]。
- 糖尿病：糖尿病は微小血管障害をきたし、喫煙と同様に血液供給と灌流を悪化させうる 。
- 歯科疾患・抜歯：無歯顎患者や義歯患者を含む、放射線照射前の口腔衛生状態が悪く歯科疾患のある患者は発症しやすい[3] 。照射領域近傍の病気の歯は抜歯を要する可能性があり[23]、放射線治療の前に評価されるべきである。

### 病期分類
確定診断後の治療基準として有用である。
| 病期             | 外観         | 持続期間 | 単純X線像                          | 所見・症状         |
| 0                | 下顎骨の露出 | <1ヶ月   | 著明な変化なし                     | 痛みなし 瘻孔なし  |
| IA （無症候性）  | 下顎骨の露出 | ≥1ヶ月   | 著明な変化なし                     | 痛みなし 瘻孔なし  |
| IB （症候性）    | 下顎骨の露出 | ≥1ヶ月   | 著明な変化なし                     | 痛み・瘻孔         |
| IIA （無症候性） | 下顎骨の露出 | ≥1ヶ月   | 下顎骨下縁以外での著明な変化       | 痛みなし 瘻孔なし  |
| IIB （症候性）   | 下顎骨の露出 | ≥1ヶ月   | 下顎骨下縁以外での著明な変化       | 痛み・瘻孔         |
| III              | 下顎骨の露出 | ≥1ヶ月   | 下顎骨下縁を含む領域での著明な変化 | 他の兆候に依らない |

## 予防と治療
現時点では広く承認されている予防・治療方法はなく、多くの場合は病態の程度に応じたものとなる。現在では多くの予防法が提案されているが、強いエビデンスを有するものはない。このため、医師と患者が最善の治療の判断を行う際にも不確実性が伴う。
異なる基準による病期分類がいくつかあるが、最も新しいのは野谷分類（Notani classification）である。 野谷分類は病態の進行・治療への反応性などの情報を用いず、X線像および臨床所見のみに基づいている。この分類において低悪性度のものは保存的に治療し、病的骨折を合併する進行性のものおよび口腔皮膚瘻孔は外科的に治療するものとされる。

### 予防

#### 放射線療法以前

##### 歯科によるアセスメント
放射線療法の前に集学的なケアと歯科によるアセスメントを行うことが推奨される。強度変調放射線治療（IMRT）を併用しつつ厳密な予防レジメンを用いた患者では骨壊死を生じなかったとの報告がある。

##### 抜歯
抜歯は主要な危険因子であるため、かつては照射の前に全ての歯を抜くことが勧められていたが、多くの欠点のため現在は推奨されない。放射線治療前・治療後の抜歯において骨壊死の頻度はほぼ同じだとする研究がある。予後不良の歯の抜歯（通常5年以内）は推奨されている。
また、口腔ケアに関連し将来的に生じうる問題も考慮する必要がある。例えば、重度の開口障害が生じ義歯が処方された場合、義歯による外傷が放射線性骨壊死を引き起こす可能性がある 。患者の希望も考慮に入れる必要がある。
抜歯を要する場合、放射線療法の前に治癒を最大化するため可能な限り早く済ませるのが理想である。ある研究では放射線療法の最低14〜21日前が推奨されていたが、放射線治療前・後の抜歯で比較を行っても骨壊死の頻度にはほとんど差がないため、照射の開始を遅らせるべきではなく、また抜歯の際には侵襲を最低限にとどめることが推奨される。

##### 予防レジメン
歯磨きの技術・習慣を高水準に保つことが重要。頭頸部放射線療法を受けている患者では口腔の痛みを覚える可能性があるため、柔らかな歯ブラシが好ましい。クロルヘキシジン口内洗浄液は歯磨きと組み合わせて使用できる、粘膜が痛む場合は等量の水で希釈することができる。
フッ化物に関するレジメンとして、高フッ化物歯磨き粉（Duraphat 5000）、フッ化物ゲルを塗布したスプリントの1日10分間の着用、アルコールを含まないフッ化物口内洗浄液のいずれかが推奨される。開口障害のためにスプリントやトレーが口腔後部に届かない可能性があり、患者の口腔状態に鑑みて調整する必要がある。味覚異常や粘膜潰瘍のため、しばらく歯磨き粉や口内洗浄液に耐えられないこともある。
患者が口腔ケアを行うにあたって、また歯科医による放射線治療中・治療後の経過観察のため予約をとるにあたって、モチベーションを高く保つことも非常に重要である。痛みや口腔乾燥症を和らげるために経口製剤を処方する際には、歯に損傷を与えうるものを避けるため、患者には完璧な理解が要求される。処方される代用唾液はすべてpH中性でなければならない。

#### 放射線療法以降
患者は依然として放射線齲蝕・歯周病を生じやすく、口腔乾燥症を有する場合・歯磨きが行き届かない場合はより一層生じやすい。抜歯よりも歯内治療を優先する必要があれば修復治療または歯周治療を開始することとなるが、開口が困難な場合は歯内治療が困難または不可能となりうる。歯が修復できないと思われる場合は装飾を行う。短縮歯列を利用できる場合は義歯を用いないことが推奨されるが、義歯が必要かすでに用いられている場合は、定期的にチェックを行い、義歯による外傷からの骨壊死を避けるため圧力領域を調整する必要がある。

##### 放射線療法後の抜歯
放射線療法後に抜歯を行う必要がある場合はレコメンドがなされる。放射線性骨壊死のリスク評価は、放射線量、部位、および抜歯の難易度に基づいてなされる。 リスクと初期兆候に関する情報は全て患者に提供する。
レコメンドの概要は以下の通りだが、抗生物質の最良のレジメンと高圧酸素療法（HBO）の使用についてはいくつもの議論がある。
- 抜歯前の0.2％クロルヘキシジン口内洗浄液の投与
- 抜歯1時間前の経口抗生物質3g（アレルギーの場合クリンダマイシン600mg）の投与
- アモキシシリン250mgを3回/日、またはメトロニダゾール200mgを3回/日、術後3〜5日間の投与
- 抜歯の侵襲をできるだけ抑え、動揺歯を抜くのみにとどめる
- 最小限の骨膜弁の使用・歯槽切除術による硬い歯の一次閉鎖
- 経験豊富な術者を用いる
- 可能であれば、高放射線領域の下顎臼歯に対する術前の高気圧酸素療法
- 抜歯後5日間の観察、および治癒までの毎週の観察

##### 抗生物質
多くの研究が、放射線療法後に抜歯を要する場合に予防的な抗生物質投与を推奨しているが、抗生物質レジメンの薬剤選択、投与のタイミング、および期間に関して広い合意は得られていない。
ある研究によれば、1986年以降の症例では、放射線療法後の抜歯後の骨壊死の発生率は抗生物質処方症例で3.6％、抗生物質処方の記録がない症例で2.6〜3.4％であり、リスク低減において差が生じない。これに基づけば予防を目的とした抗生物質レジメンは再考を要するかもしれない。

##### 高気圧酸素療法（HBO）
1986年以降の研究結果によれば、HBOを用いずとも骨壊死の発生率は非常に低く（3.1-3.5％）、むしろHBOを受けた患者ではわずかに高い（4.0％）ことが示されている 。HBOの予防的な使用はいくつかの研究で推奨されており、コクランレビューは骨壊死がいくらか減少することを示唆しているが、エビデンス不十分のため他では同意が得られていない。研究に参加したイギリスの顎顔面外科医の多くは予防的なHBOを推奨したが、その手法は統一されていない。

### 治療

#### 保存的治療
- 消毒剤の口内洗浄液：0.02％のクロルヘキシジン水溶液や生理食塩水などの口内洗浄液は、急性骨壊死において鎮痛薬や抗炎症薬と併用できる[25]。
- 抗生物質：テトラサイクリンは骨に選択的に取り込まれるため、感染予防のために処方することができる 。ペニシリン抗生物質は口腔細菌による表面の汚染に対しても使用できる[17]。
- 超音波療法：1992年に治療法として最初に導入された[10]。血管新生を誘発し筋肉の血液循環を改善するために高周波音が用いられる[37][38]。Harrisは、デブリードマンと組み合わせつつ、骨壊死の影響を受けた皮膚に毎日15分の超音波治療を行うと、症例の48％で治癒が見られたと示した 。
- 高気圧酸素療法（HBO）：1973年に最初に報告されたHBOは、放射線性骨壊死の補助治療となることを目的としていた[39]。この治療の背後となる理論的根拠は、HBOが組織の酸素分圧の上昇とコラーゲン合成、血管新生および上皮化の改善を生じることである[40]。ただし、骨壊死の治療においてこれのみを用いることについては物議を醸している。臨床的利益を示す証拠はほとんどなく、治療上の意義がプラセボ以下である可能性もある[25]。

#### 外科
- 集学的治療（HBO +外科治療）：放射線性骨壊死の治療においては、壊死した骨の切除・遊離皮弁による再建が血液循環を改善するために[25]、HBOと外科的手法の併用が有効であることを複数の研究が示している[41]。しかし、なおいくつかの研究がHBOに意義は無いとしている[42]。HBOは壊死した骨を再生させることはなく、HBOを併用しない微小血行再建は単独でも骨壊死の治療において有効である[43]。
- 手術：放射線性骨壊死の外科治療は、小さな腐骨の除去、腐骨除去術、一次閉鎖を伴う歯槽骨切除術、口腔皮膚瘻の閉鎖・大規模な切除の順でなされる。進行性のものの場合[11]や保存的治療が機能しない場合は、通常であれば外科治療を要する 。解剖学的構造を再建する手段としては、再建プレート・自家骨移植・区域皮弁・遊離組織移植がある。再建における最も効果的な選択肢は血管柄付き骨移植である。

#### 治療戦略
医学の進歩とともに、分子レベルでの治療に関する研究が増加している。以下に列記した薬剤は病因因子の治療のため開発された。
- ペントキシフィリンはメチルキサンチンの誘導体であり、血管の拡張と赤血球の柔軟性向上を促進し、血流を増加させる[44]。また、TNF-αの作用を阻害し、骨壊死の過程を促進するサイトカインカスケードを抑制する[45]。なお、ペントキシフィリンは放射線性骨壊死の長期治療を目的とした薬剤ではない。
- トコフェロールはさまざまな形態のものが用いられうる。ビタミンEとしても知られているα-トコフェロールは血小板凝集の阻害をもたらす抗酸化特性を発揮し[46]、細胞膜の過酸化を誘発することで骨壊死の過程に関与するタイプの活性酸素を除去する作用も有する[3]。
- クロドロネートは、副甲状腺機能亢進症、骨粗鬆症、多発性骨髄腫などの多くの疾患の治療に使用される非窒素性のビスホスホネートであり[25]、破骨細胞の活性・細胞数を抑え骨吸収を阻害することで作用する[47]。骨芽細胞にも直接作用し、骨形成を促進し、線維芽細胞の成長を抑制する[48]。